# Catatemnus togoensis
Espèce
Synonymes
- Chelifer togoensis Ellingsen, 1910
- Catatemnus congicus Beier, 1932
- Catatemnus sommerfeldi Beier, 1932
- Catatemnus similis Beier, 1938

Catatemnus togoensis est une espèce de pseudoscorpions de la famille des Atemnidae.

## Distribution
Cette espèce se rencontre au Togo, en Guinée, en Côte d'Ivoire, au Nigeria, au Cameroun, au Congo-Brazzaville, au Congo-Kinshasa, en Angola, en Ouganda et au Kenya.

## Description
Le mâle holotype mesure 2,90 mm.

## Étymologie
Son nom d'espèce, composé de togo et du suffixe latin -ensis, « qui vit dans, qui habite », lui a été donné en référence au lieu de sa découverte, le Togoland.

## Publication originale
- Ellingsen, 1910 : Die Pseudoskorpione des Berliner Museums. Mitteilung aus dem Zoologischen Museum in Berlin, vol. 4, p. 357-423 (texte intégral).